# Uniunea Partidelor Comuniste – Partidul Comunist al Uniunii Sovietice
Uniunea Partidelor Comuniste – Partidul Comunist al Uniunii Sovietice (UPC–PCUS; în  rusă Partidul Uniunilor Comuniste;PUC- PCUS - este o federație de partide comuniste din statele post-sovietice, înființată în 1993 și care se consideră succesorul de drept al Partidului Comunist al Uniunii Sovietice (PCUS).
Uniunea Republicilor Socialiste Sovietice sau URSS Uniunea Sovietică- stat care a existat din 1922 până în 1991 pe teritoriul Europei de Est-Nord.
URSS a ocupat aproape 1/6 din terestrul Pământului. Până în anul destrămării era cea mai mare țară din lume.După al doilea Război Mondial, Uniunea Sovietică avea o frontieră terestră cu Afganistanul, Ungaria, Iran, China, Coreea de Nord ( de la data întimierii sale - 9 septembrie 1948), Mongolia, Norvegia, Polonia, România, Turcia, Finlanda, Cehoslovacia.
În 1941 URSS a intrat în al doilea Război Mondial și dupa victorie în ea a dobândit sa fie in rând cu Statele Unite dupa influență geopolitică. Uniunea Sovietică a dominat sistemul comunist Mondial,de asemenea făcea parte din Uniunea Națiunilor Unite.
În 1989-1990 a început ”Parada suveranităților”, 17 martie 1991 au avut referendumurile în 9 republici din cele 15 ale URSS,în care mai mult de două treimi de cetățeni au vitate pentru menținerea Uniunii.
Ghennadi Ziuganov este președitele actual al organizației, după ce în 2001 l-a înlocuit pe Oleg Șenin⁠(en)[traduceți].

## Membri
| Stat          | Partid                                      | Alegeri                                   | Camera inferioară      | Camera superioară      | Lider               |
| ------------- | ------------------------------------------- | ----------------------------------------- | ---------------------- | ---------------------- | ------------------- |
| Abhazia       | Partidul Comunist din Abhazia               | alegerile din 2012                        | 0 / 35                 | —                      | Shamba Lev          |
| Armenia       | Partidul Comunist din Armenia               | alegerile din 2012                        | 0 / 131                | —                      | Ruben Tovmasyan     |
| Azerbaidjan   | Partidul Comunist din Azerbaidjan           | alegerile din 2010                        | 0 / 125                | —                      | Rauf Gurbanov       |
| Belarus       | Partidul Comunist din Belarus               | alegerile din 2012                        | 3 / 110                | 17 / 64                | Tatsyana Holubeva   |
| Estonia       | Partidul Comunist din Estonia               | Interzis de autorități                    | Interzis de autorități | Interzis de autorități | Vacant              |
| Georgia       | Partidul Comunist Unit din Georgia          | alegerile din 2012                        | 0 / 150                | —                      | Nugzar Avaliani     |
| Kazahstan     | Partidul Comunist din Kazahstan             | alegerile din 2012                        | 0 / 108                | —                      |                     |
| Kîrgîzstan    | Partidul Comunist din Kîrgîzstan            | alegerile din 2010                        | 0 / 120                | —                      | Ishak Masaliev      |
| Letonia       | Partidul Comunist din Letonia               | Interzis de autorități                    | Interzis de autorități | Interzis de autorități | Underground         |
| Lituania      | Partidul Comunist din Lituania              | Interzis de autorități                    | Interzis de autorități | Interzis de autorități | Underground         |
| Moldova       | Partidul Comuniștilor din Republica Moldova | alegerile din 2014                        | 21 / 101               | —                      | Vladimir Voronin    |
| Rusia         | Partidul Comunist din Federația Rusă        | alegerile din 2011                        | 92 / 450               | —                      | Ghennadi Ziuganov   |
| Osetia de Sud | Partidul Comunist din Osetia de Sud         | alegerile din 2014                        | 0 / 34                 | —                      | Stanislav Kochiev   |
| Tadjikistan   | Partidul Comunist din Tadjikistan           | alegerile din 2010                        | 2 / 63                 | —                      | Shodi Shabdolov     |
| Transnistria  | Partidul Comunist din Transnistria          | alegerile din 2010                        | 1 / 43                 | —                      | Oleg Khorzhan       |
| Turkmenistan  | Partidul Comunist din Turkmenistan          | Interzis de autorități                    | Interzis de autorități | Interzis de autorități | Serdar Rakhimov     |
| Ucraina       | Partidul Comunist din Ucraina               | Interzis de autorități                    | Interzis de autorități | Interzis de autorități | Petro Simonenko     |
| Uzbekistan    | Partidul Comunist din Uzbekistan            | alegerile din 2014–2015 (nu a participat) | 0 / 135                | 0 / 100                | Kakhramon Makhmudov |

- Abhazia, Osetia de Sud și Transnistria sunt doar de facto state.